# Anthony Augustine
Anthony Augustine (Parrocchia di Saint Mark, 26 settembre 1980) è un ex calciatore grenadino, di ruolo centrocampista.

## Carriera

### Club
Ha giocato nelle serie minori statunitensi.

### Nazionale
Tra il 1998 ed il 2011 ha totalizzato 7 presenze e 2 reti in nazionale.